# Mohan Kumari
Rani Mohan Kumari var regerande drottning av kungariket Hirakhand (även kallad Sambalpur-staten) mellan 1827 och 1833.
Hon var gift med Chauhan Raja (kung) Maharaj Sai (regent 1820 - 1827). Paret fick två döttrar. 
När Maharaj Sai avled utan en manlig arvinge år 1827 såg den brittiska politiska agenten i Chota Nagpur till att den avlidna kungens änka uppsattes på tronen, gudde. Därmed åsidosattes den närmaste manliga arvingen Surendra Sai.
Ingen kvinna hade någonsin förut suttit på tronen i riket, och hennes kön var kontroversiellt, då många hövdingar, särskilt i Gond och Binjhal, vägrade att låta sig styras av en kvinna.
Britterna var medvetna om att Mohan Kumari var kontroversiell på grund av sitt kön, och räknade med att hon skulle bli beroende av brittiskt stöd eftersom hon på grund av sitt kön inte själv skulle kunna visa sig offentligt och ge direkta order till manliga funktionärer. 
Britterna hade dock felbedömt situationen, eftersom motståndet mot hennes kön var så till den grad stort att det pågick ett lågintensivt uppror under nästan hela hennes regeringstid, och Surendra Sai vann alltfler anhängare.
Till slut tvingades britterna medge att upproret aldrig skulle ta slut förrän regenten ersattes av en man. Hon fick därför en pension av britterna och ersattes.
Hon efterträddes av kung Narayan Singh (regent 1833 - 1849).